# 29. ceremonia wręczenia nagród Goya
29. ceremonia wręczenia hiszpańskich nagród filmowych Goya za rok 2014, odbyła się 7 lutego 2015 roku w Centro de Congresos Príncipe Felipe del Hotel Auditorium w Madrycie. Nominacje do nagród zostały ogłoszone 7 stycznia 2015 roku, przez hiszpańskich aktorów: Marian Álvarez, Blankę Suárez oraz Kike Maíllo.
Nominacje ogłoszono w 28 kategoriach, nagrodę honorową otrzymał aktor Antonio Banderas.

## Nagrody i nominacje
Laureaci nagród wyróżnieni są wytłuszczeniem

### Najlepszy film
- Alberto Rodríguez − Stare grzechy mają długie cienie
  - Daniel Monzón − 9 mil
  - Jon Garaño i Jose Mari Goenaga − Kwiaty
  - Carlos Vermut − Magical Girl
  - Damián Szifron − Dzikie historie

### Najlepsza reżyseria
- Alberto Rodríguez − Stare grzechy mają długie cienie
  - Daniel Monzón − 9 mil
  - Carlos Vermut − Magical Girl
  - Damián Szifron − Dzikie historie

### Najlepszy debiut reżyserski
- Carlos Marqués-Marcet − 10.000 km
  - Juanfer Andrés i Esteban Roel − Gniazdo ryjówek
  - Curro Sánchez Varela − Paco de Lucía: la búsqueda
  - Beatriz Sanchís − Todos están muertos

### Najlepszy scenariusz oryginalny
- Rafael Cobos i Alberto Rodríguez − Stare grzechy mają długie cienie
  - Daniel Monzón i Jorge Guerricaechevarría − 9 mil
  - Carlos Vermut − Magical Girl
  - Damián Szifron − Dzikie historie

### Najlepszy scenariusz adaptowany
- Javier Fesser, Cristóbal Ruiz i Claro García − Mortadelo y Filemón contra Jimmy el Cachondo
  - Ignacio Vilar i Carlos Asorey − W cugu
  - Pablo Burgués, David Planell i Chema Rodríguez − Anochece en la India
  - Anna Soler-Pont − Rastres de sàndal

### Najlepszy aktor
- Javier Gutiérrez − Stare grzechy mają długie cienie
  - Raúl Arévalo − Stare grzechy mają długie cienie
  - Luis Bermejo − Magical Girl
  - Ricardo Darín − Dzikie historie

### Najlepszy aktor drugoplanowy
- Karra Elejalde − Jak zostać Baskiem
  - Eduard Fernández − 9 mil
  - Antonio de la Torre − Stare grzechy mają długie cienie
  - José Sacristán − Magical Girl

### Najlepszy debiutujący aktor
- Dani Rovira − Jak zostać Baskiem
  - David Verdaguer − 10.000 km
  - Jesús Castro − 9 mil
  - Israel Elejalde − Magical Girl

### Najlepsza aktorka
- Bárbara Lennie − Magical Girl
  - María León − Marsella
  - Macarena Gómez − Gniazdo ryjówek
  - Elena Anaya − Todos están muertos

### Najlepsza aktorka drugoplanowa
- Carmen Machi − Jak zostać Baskiem
  - Bárbara Lennie − 9 mil
  - Mercedes León − Stare grzechy mają długie cienie
  - Goya Toledo − Marsella

### Najlepsza debiutująca aktorka
- Nerea Barros − Stare grzechy mają długie cienie
  - Natalia Tena − 10.000 km
  - Yolanda Ramos − Carmina i Amen
  - Ingrid García-Jonsson − Piękna młodość

### Najlepszy film europejski
- Ida, reż. Paweł Pawlikowski
  -  Za jakie grzechy, dobry Boże?, reż. Philippe de Chauveron
  -  Stulatek, który wyskoczył przez okno i zniknął, reż. Felix Herngren
  -  Sól ziemi, reż. Juliano Ribeiro Salgado i Wim Wenders

### Najlepszy zagraniczny film hiszpańskojęzyczny
- Dzikie historie, reż. Damián Szifron
  -  Ocena z zachowania, reż. Ernesto Daranas
  -  Pan Kaplan, reż. Álvaro Brechner
  -  Pomimo odległości, reż. Claudia Pinto Emperado

### Najlepsza muzyka
- Julio de la Rosa − Stare grzechy mają długie cienie
  - Roque Baños − 9 mil
  - Pascal Gaigne − Kwiaty
  - Gustavo Santaolalla − Dzikie historie

### Najlepsza piosenka
- Niño sin miedo z filmu 9 mil – India Martínez, Riki Rivera i David Santisteban
  - Me ducho en tus besos z filmu Haz de tu vida una obra de arte – Fernando Merinero, Luis Ivars i Raúl Marín
  - Morta y File z filmu Mortadelo y Filemón contra Jimmy el Cachondo – Rafael Arnau
  - No te marches jamás z filmu Jak zostać Baskiem – Fernando Velázquez

### Najlepsze zdjęcia
- Álex Catalán − Stare grzechy mają długie cienie
  - Alejandro Martínez − Automata
  - Carles Gusi − 9 mil
  - Kalo Berridi − Jak zostać Baskiem

### Najlepszy montaż
- José M.G. Moyano − Stare grzechy mają długie cienie
  - Mapa Pastor − 9 mil
  - José M.G. Moyano i Darío García − Paco de Lucía: la búsqueda
  - Pablo Barbieri i Damián Szifron − Dzikie historie

### Najlepsza scenografia
- Pepe Domínguez − Stare grzechy mają długie cienie
  - Patrick Salvador − Automata
  - Antón Laguna − 9 mil
  - Víctor Monigote − Mortadelo y Filemón contra Jimmy el Cachondo

### Najlepsze kostiumy
- Fernando García − Stare grzechy mają długie cienie
  - Armaveni Stoyanova − Automata
  - Tatiana Hernández − 9 mil
  - Cristina Rodríguez − Za garść pocałunków

### Najlepsza charakteryzacja i fryzury
- José Quetglas, Pedro Rodríguez i Carmen Veinat − Gniazdo ryjówek
  - Raquel Fidalgo, David Martí i Noé Montes − 9 mil
  - Yolanda Piña − Stare grzechy mają długie cienie
  - Marisa Amenta i Néstor Burgos − Dzikie historie

### Najlepszy dźwięk
- Sergio Bürmann, Marc Orts i Oriol Tarragó − 9 mil
  - Gabriel Gutiérrez − Automata
  - Daniel de Zayas, Nacho Royo-Villanova i Pelayo Gutiérrez − Stare grzechy mają długie cienie
  - Nicolas de Poulpiquet i James Muñoz − Mortadelo y Filemón contra Jimmy el Cachondo

### Najlepszy kierownik produkcji
- Edmon Roch i Toni Novella − 9 mil
  - Manuela Ocón − Stare grzechy mają długie cienie
  - Luis Fernández Lago i Julián Larrauri − Mortadelo y Filemón contra Jimmy el Cachondo
  - Esther García − Dzikie historie

### Najlepsze efekty specjalne
- Raúl Romanillos i Guillermo Orbe − 9 mil
  - Pedro Moreno i Juan Ventura − Stare grzechy mają długie cienie
  - Raúl Romanillos i David Heras − Link do zbrodni
  - Antonio Molina i Ferrán Piquer − Torrente 5: Operación Eurovegas

### Najlepszy film animowany
- Javier Fesser, Claro García i Cristóbal Ruiz − Mortadelo y Filemón contra Jimmy el Cachondo
  - Joxe Portela − Dixie y la rebelión zombi
  - Chelo Loureiro Vilarelle − La tropa de trapo en la selva del arcoíris

### Najlepszy krótkometrażowy film animowany
- Giovanni Maccelli − Juan y la nube
  - Nacho Rodríguez − A Lifestory
  - Juanma Suárez García i Enrique Fernández Guzmán − A lonely sun story
  - Victoria Sahores Ripoll − El señor del abrigo interminable
  - Alberto Vázquez − Sangre de unicornio

### Najlepszy film dokumentalny
- Anxo Rodríguez Rodríguez i Lucía Sánchez Varela − Paco de Lucía: la búsqueda
  - Hernán Zin i Olmo Figueredo González-Quevedo − Nacido
  - Víctor Moreno − Edificio España
  - Javier Morales i Juan Zavala − W hołdzie Bette Davis

### Najlepszy krótkometrażowy film dokumentalny
- Miguel López Beraza − Walls (si estas paredes hablasen)
  - Roger Gómez i Dani Resines − El domador
  - Sergi Pitarch Garrido − El último abrazo
  - Octavio Guerra Quevedo − La máquina de los rusos

### Najlepszy krótkometrażowy film fabularny
- Patricia Font − Café para llevar
  - Kepa Sojo − Loco con ballesta
  - Gerardo Herrero Pereda − Safari
  - Pablo Remón − Todo un futuro juntos
  - Carlos Polo − Trato preferente

### Goya Honorowa
- Antonio Banderas (aktor)

## Podsumowanie ilości nominacji
(Ograniczenie do dwóch nominacji)
17 : Stare grzechy mają długie cienie
16 : 9 mil
9 : Dzikie historie
7 : Magical Girl
6 : Mortadelo y Filemón contra Jimmy el Cachondo
5 : Jak zostać Baskiem
4 : Automata
3 : 10.000 km, Gniazdo ryjówek, Paco de Lucía: La búsqueda
2 : Kwiaty, Marsella, Todos están muertos

## Podsumowanie ilości nagród
(Ograniczenie do dwóch nagród)
10 : Stare grzechy mają długie cienie
4 : 9 mil
3 : Jak zostać Baskiem
2 : Mortadelo y Filemón contra Jimmy el Cachondo